# Рымникский 192-й пехотный полк
192-й пехотный Рымникский полк — пехотная воинская часть Русской императорской армии.
Сформирован 20-го февраля 1910 г. из 212-го пехотного резервного Бахчисарайского полка, 242-го Белебеевского резервного батальона и 1-го батальона 222-го пехотного резервного Шацкого полка. С началом мобилизации 1914 г. полк выделил кадр для формирования второочередного 332-го пехотного Обоянского полка.

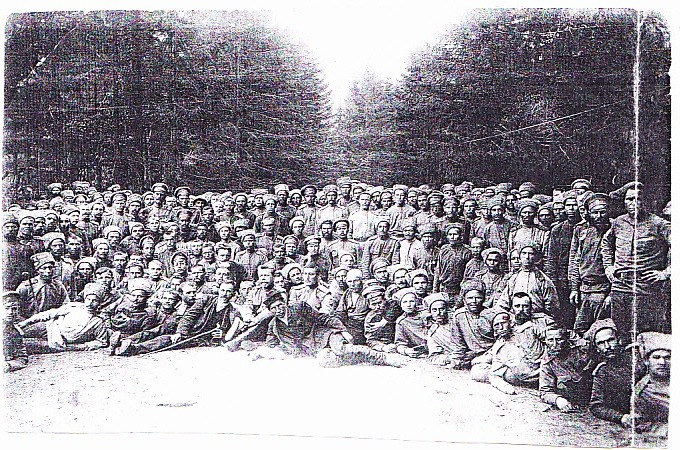
192-й пехотный Рымникский полк 21 мая 1917 года

Старшинство — с 17 января 1811 года.
Полковой праздник — 22 октября — в честь Казанской Иконы Божией Матери.

## История соединений, составивших полк

### 212-й пехотный резервный Бахчисарайский полк
17-го января 1811 г. сформирован 2-й Крымский гарнизонный батальон, который 8-го июня был наименован Таврическим внутренним, а 14-го июля 1816 г. — Таврическим гарнизонным. 13-го августа 1864 г. переименован в Таврическимй губернский батальон. 26-го августа 1874 г. назван Симферопольским местным батальоном. 31-го августа 1878 г. — 60-й резервный пехотный батальон (кадровый). 25-го марта 1891 г. переименован в Бахчисарайский резервный батальон, а 26-го мая 1899 г. — присвоен № 212. 26-го декабря 1903 г. батальон переформирован в резервный пехотный полк, который 12-го апреля 1905 г. развернут в пехотный, а затем — 15-го апреля 1906 г. — вновь свернут в пехотный резервный полк.

### 242-й Белебеевский резервный батальон
7-го июля 1866 г. сформирован Оренбургский губернский батальон, названный 26-го августа 1874 г. — местным, а 4-го декабря 1887 г. — резервным. 25-го марта 1891 г. батальон наименован Белебеевским резервным, а 26-го мая 1899 г. получил № 242. 8-го июня 1904 г. батальон развернут в пехотный полк, который 28-го февраля 1906 г. свернут в резервный пехотный.

### 222-й пехотный резервный Шацкий полк
31-го июля 1878 г. из кадра Екатеринославского местного батальона сформирован 25-й резервный пехотный батальон, который 10-го октября 1878 г. назван 48-м резервным пехотным батальоном (кадровым). 25-го марта 1891 г. получил название Шацкого резервного батальона, а 26-го мая 1899 г. получил № 222. 26-го декабря 1903 г. переформирован в резервный пехотный полк, который 8-го июня 1904 г. развернут в пехотный полк, а 21-го января 1906 г. вновь свернут.
192-й пехотный Рымникский полк имел простое знамя с Александровской юбилейной лентой, которое было пожаловано 17-го января 1901 г.

## Знаки отличия
1. Во 2-м батальоне знаки отличия (нагрудные у офицеров, на головные уборы у нижних чинов) с надписью: «За отличіе въ войну съ Японіей въ 1904 и 1905 годахъ». Высочайший приказ 5 октября 1912 года.

## Командиры полка
- Полковник Петровский, Кузьма Тимофеевич с 4-го июля 1910 г. по 23-е апреля 1915 г.
- Полковник Зиневич, Александр Константинович с 3-го сентября 1915 г. по 4-е марта 1916 г.
- Полковник Уваров, Михаил Андреевич с 1-го апреля 1916 г. по 5-е декабря 1916 г.
- Полковник Нейзель, Владимир Константинович с 5-го декабря 1916 г. по 19-е июня 1917 г.
- Полковник Цюманенко, Иван Ефимович с 20-го июня 1917 г. по 11-е октября 1917 г.
- Штабс-капитан Безрученко, Ефим Федорович с 9-го декабря 1917 г. по 11-е января 1918 г.
- Штабс-капитан Цурпалев, Иван Николаевич с 14-го февраля 1918 г. по 1-е марта 1918 г. (Председатель ликвидационной комиссии с 1-го марта по 24-е апреля 1918 г.).

## Временно командующие полком
- Генерального штаба полковник Думброва, Лев Трофимович — с 26 августа 1914 г. по 5 сентября 1914 г.
- Подполковник Свяцкий Станислав Феликсович — с 5 сентября 1914 г. по 19 сентября 1914 г. и с 19 июня 1915 г. по 15 августа 1915 г.
- Полковник Сахацкий Ефрем Матвеевич — с 23 апреля 1915 г. по 23 июня 1915 г., с 14 декабря 1915 г. по 17 января 1916 г. и с 4 марта 1916 г. по 1 апреля 1916 г.
- Подполковник Сырнев Иван Викентьевич — с 17 июня 1915 г. по 3 сентября 1915 г.
- Полковник Медведев Павел Никифорович — с 26 сентября 1916 г. по 14 октября 1916 г.
- Полковник Озерский Михаил Иванович — с 11 октября 1917 г. по 5 декабря 1917 г.
- Штабс-капитан Голосницкий Петр Александрович (в должность не вступил).
- Подпоручик Ставицкий Семен Васильевич — с 6 декабря 1917 г. по 9 декабря 1917 г.
- Гражданин Ляминов — с 11 января 1918 г. по 14 февраля 1918 г.

## Георгиевские кавалеры полка
- Антипов-Волынский Александр Андреевич Штабс-капитан. Орден Святого Георгия 4-й ст.
- Балтин Карл Яковлевич Поручик. Орден Святого Георгия 4-й ст. Убит 13-го ноября 1914 г.
- Васнецов Михаил Васильевич Подпоручик. Орден Святого Георгия 4-й ст. Убит 23-го августа 1914 г.
- Венский Дмитрий Мартынович Подпоручик. Орден Святого Георгия 4-й ст. В плену с 23-го апреля 1915 г.
- Власов Александр Герасимович Поручик. Орден Святого Георгия 4-й ст. Георгиевское оружие. Убит 8-го марта 1915 г.
- Высоцкий Леон Трофимович Поручик. Орден Святого Георгия 4-й ст. В плену с 23-го апреля 1915 г.
- Герштенцвейг Владимир Каэтанович Полковник. Орден Святого Георгия 4-й ст. Убит 23-го августа 1914 г.
- Гоголев Борис Иванович Штабс-капитан. Георгиевское оружие.
- Димитриу Владимир Владимирович Поручик. Георгиевское оружие. Умер от ран 24-го ноября 1916 г.
- Гусарский Владислав Юльевич Полковник. Георгиевское оружие. Пропал без вести 15-го января 1915 г.
- Желнин Иван Лукьянович Полковник. Георгиевское оружие.
- Костерин Константин Иванович Штабс-капитан. Орден Святого Георгия 4-й ст.
- Муравьев Сергей Николаевич Подпоручик. Георгиевское оружие.
- Озерский Михаил Иванович Подполковник. Орден Святого Георгия 4-й ст.
- Осаулка-Осипов Евгений Владимирович Подпоручик. Орден Святого Георгия 4-й ст.
- Остапович Леон-Казимир Викентьевич Полковник. Орден Святого Георгия 4-й ст. Убит 4-го ноября 1914 г.
- Петровский Козьма Тимофеевич Генерал-майор. Орден Святого Георгия 4-й ст. Георгиевское оружие. Орден Святого Георгия 3-й ст. В плену с 23-28-го апреля 1915 г.
- Петров Степан Андреевич Полковник. Георгиевское оружие.
- Резников Евгений Наумович Подпоручик. Орден Святого Георгия 4-й ст. Убит 17-го сентября 1915 г.
- Симоненко Поликарп Кириллович Штабс-капитан. Орден Святого Георгия 4-й ст.
- Солодовник Яков Тимофеевич Капитан. Орден Святого Георгия 4-й ст. Георгиевское оружие.
- Страмцов Николай Антонович Штабс-капитан. Орден Святого Георгия 4-й ст.
- Тавстюк Артемий Петрович Поручик. Георгиевское оружие. Убит 20-го ноября 1916 г.
- Ушаков Владимир Иванович Штабс-капитан. Орден Святого Георгия 4-й ст.
- Федоров Николай Родионович Подпоручик. Орден Святого Георгия 4-й ст. Убит 17-го сентября 1915 г.
- Юрьев Михаил Васильевич Капитан. Орден Святого Георгия 4-й ст.

## Известные люди, служившие в полку
- Меандров, Михаил Алексеевич